# اپون ا برنینگ بادی
اپون ا برنینگ بادی (انگلیسی: Upon a Burning Body) (به صورت نوشتاری UABB) یک گروه موسیقی متال‌کور آمریکایی از سن آنتونیو، تگزاس است که از سال ۲۰۰۵ آغاز به کار کرد.